# Světová komise OSN pro životní prostředí a rozvoj

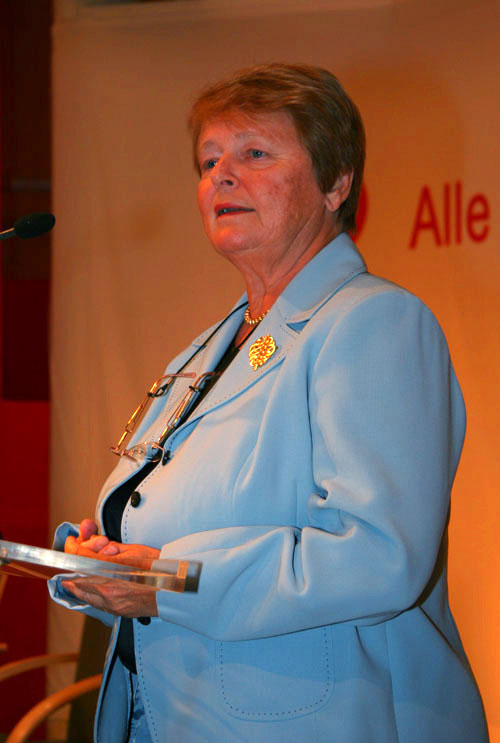
Gro Harlem Brundtlandová, předsedkyně komise

Komise Brundtlandové (anglicky Brundtland Commission), oficiálně Světová komise OSN pro životní prostředí a rozvoj, byla dílčí organizací Organizace spojených národů (OSN), jejímž cílem bylo sjednotit země v úsilí o udržitelný rozvoj. Byla založena v roce 1983, kdy generální tajemník OSN Javier Pérez de Cuéllar jmenoval předsedkyní komise Gro Harlem Brundtlandovou, bývalou norskou premiérku. Brundtlandová byla vybrána díky svému silnému zázemí v oblasti přírodních věd a veřejného zdraví.
Komise Brudtlandové oficiálně zanikla v roce 1987 po vydání dokumentu Naše společná budoucnost, známého také jako Zpráva Brundtlandové. Tento dokument zpopularizoval termín „udržitelný rozvoj“ a v roce 1991 získal Grawemeyerovu cenu. V roce 1988 komisi nahradilo Centrum pro naši společnou budoucnost.